# A magyar labdarúgó-válogatott mérkőzései 1970-ben
A magyar labdarúgó-válogatottnak 1970-ben hét találkozója volt. Csak a Norvégia elleni volt tétmérkőzés, egy Eb-selejtező. Hoffer József új szövetségi kapitány 10 mérkőzésen vezette a magyar csapatot, ez idő alatt 15 újoncot avatott a válogatott, többek között Vidáts, Fejes, Karsai, Pusztai, Rothermel, Megyesi, Müller is ekkor mutatkozott be.
A szeptemberi NSZK elleni mérkőzés volt Uwe Seeler búcsúja a nyugatnémet válogatottságtól. A következő, Ausztria elleni találkozón Hoffer József a szünetben felhasználta mindkét csere lehetőségét, négy perccel később Göröcs János 62-szeres válogatott játékosunk térdszalag szakadást szenvedett és ez a válogatottban való szereplésének végét jelentette.
Szövetségi kapitány:
- Hoffer József

## Eredmények
448. mérkőzés
| 1970. április 12. |

| Jugoszlávia                        | 2–2             | Magyarország         |
| ---------------------------------- | --------------- | -------------------- |
| Páncsics 32' (öngól) Gracsanin 48' | (1–1) Részletek | Fazekas 17' Bene 74' |

| JNA Stadion, Belgrád Nézőszám: 10 000 Játékvezető: Ferdinand Marschall (AUT) |

449. mérkőzés
| 1970. május 2. |

| Magyarország           | 2–0             | Lengyelország |
| ---------------------- | --------------- | ------------- |
| Fazekas 59' Karsai 80' | (0–0) Részletek |               |

| Népstadion, Budapest Nézőszám: 10 000 Játékvezető: Wolfgang Riedel (GDR) |

450. mérkőzés
| 1970. május 16. |

| Magyarország | 1–2             | Svédország                 |
| ------------ | --------------- | -------------------------- |
| Fazekas 19'  | (1–0) Részletek | Persson 59' Ejderstedt 83' |

| Népstadion, Budapest Nézőszám: 30 000 Játékvezető: Erich Linemayr (AUT) |

451. mérkőzés
| 1970. szeptember 9. |

| NSZK                          | 3–1             | Magyarország |
| ----------------------------- | --------------- | ------------ |
| Sieloff 12' G. Müller 21' 52' | (2–1) Részletek | Fazekas 31'  |

| Frankenstadion, Nürnberg Nézőszám: 70 000 Játékvezető: Ferdinand Marschal (AUT) |

452. mérkőzés
| 1970. szeptember 27. |

| Magyarország | 1–1             | Ausztria |
| ------------ | --------------- | -------- |
| Vidáts 13'   | (1–1) Részletek | Redl 27' |

| Népstadion, Budapest Nézőszám: 15 000 Játékvezető: Ratko Čanak (YUG) |

453. mérkőzés – Eb-selejtező
| 1970. október 7. |

| Norvégia    | 1–3             | Magyarország                         |
| ----------- | --------------- | ------------------------------------ |
| Iversen 50' | (0–2) Részletek | Bene 6' Nagy 23' Karlsen 69' (öngól) |

| Ullevaal Stadion, Oslo Nézőszám: 15 000 Játékvezető: Adrianus Boogaerts (NED) |

454. mérkőzés
| 1970. november 15. |

| Svájc | 0–1             | Magyarország |
| ----- | --------------- | ------------ |
|       | (0–0) Részletek | Fazekas 82'  |

| St. Jakob stadion, Bázel Nézőszám: 30 000 Játékvezető: Concetto Lo Bello (ITA) |